# ABC Signature
ABC Signature fue una unidad de producción de televisión de Disney Television Studios, parte de The Walt Disney Company. El estudio se estableció como la primera encarnación de Touchstone Television en 1985, y pasó a llamarse ABC Studios el 28 de mayo de 2007. Adoptó su identidad actual el 10 de agosto de 2020, después de la fusión de ABC Studios con el ABC Signature Studios original. En octubre de 2024 se anunció el cierre del estudio, cuyos contenidos quedarán a cargo de 20th Television.

## Historia

### Touchstone Television
Touchstone Films fue utilizado por el entonces nuevo director ejecutivo de Disney, Michael Eisner, en la temporada de televisión 1984-85 con el corto occidental Wildside. Touchstone era un estandarte de Disney Pictures que incluía en ese momento la producción televisiva. La siguiente temporada televisiva, la unidad de producción de TV de Disney Pictures produjo un éxito con The Golden Girls usando la marca Touchstone Films.
Walt Disney Television y Touchstone Television se agruparon con Garth Ancier como presidente de la cadena de televisión para Walt Disney Studios el 18 de abril de 1989.
En 1992, Touchstone pasó a producir formatos más largos para la televisión enfocándose en más tarifas para adultos, con su primer telefilm para CBS sobre Edna Buchanan, una reportera de crímenes del Miami Herald que ganaría un premio Pulitzer.
El 24 de agosto de 1994, con la renuncia de Jeffrey Katzenberg, Richard Frank se convirtió en el director de Walt Disney Television and Telecommunications, un nuevo grupo de Disney que sacó a Touchstone y otras unidades de TV de Disney Studios.
En abril de 1996, debido a la fusión de Disney-CC/ABC y a la jubilación de su presidente, las divisiones de Disney Television and Telecommunications Group fueron reasignadas a otros grupos con Touchstone Television transferidas a The Walt Disney Studios. En marzo de 1998, David Neuman asumió la presidencia de Touchstone TV. En marzo de 1998, Touchstone fue colocado como división de Buena Vista Television Productions, un grupo recién formado bajo la presidencia de Lloyd Braun, junto con Walt Disney Network Television.
En 2000, Touchstone creó dos departamentos de comedia en septiembre, y un departamento de teatro en diciembre. Mientras que dos de sus pilotos estaban considerando la posibilidad de ser emitidos por ABC en abril de 2003, Tollin/Robbins Productions acordó un acuerdo de desarrollo por dos años, que incluía una opción de dos años, participación en los beneficios y ventas externas, con Touchstone Television.

### ABC Television Studio
En febrero de 2007, Touchstone Television fue rebautizada como ABC Television Studio como parte de la campaña de Disney para eliminar marcas secundarias como Buena Vista para Disney, ABC y ESPN.
En junio de 2009, ABC Entertainment anunció una nueva organización, efectiva inmediatamente como ABC Entertainment Group, consolidando las funciones de back office como asuntos de negocios, distribución y programación de ABC Studios y ABC Entertainment, mientras que la retención de unidades creativas estarían separadas.
En enero de 2010, Disney-ABC Television Group (hoy Walt Disney Television, Inc) anunció que estaba reduciendo el 5% de su fuerza laboral. En octubre de 2012, ABC Studios formó su división Signature para vender a redes externas.

### Cierre
El 1 de octubre de 2024, Eric Schrier, presidente de Disney Television Studios & Business Operations, anunció que ABC Signature se disolvería con efecto inmediato y que sus operaciones se fusionarían con las de 20th Television. Como consecuencia, la vicepresidenta senior Erin Wehrenberg dejará la empresa, y la presidenta Tracy Underwood pasará a un acuerdo de producción global con Disney Television Studios; varios empleados serán transferidos a 20th Television.